# Tortugas, Hidalgo
Tortugas är en ort i Mexiko.   Den ligger i kommunen Metepec och delstaten Hidalgo, i den sydöstra delen av landet, 120 km nordost om huvudstaden Mexico City. Tortugas ligger 2 131 meter över havet och antalet invånare är 273.
Terrängen runt Tortugas är platt åt sydväst, men åt nordost är den kuperad. Runt Tortugas är det tätbefolkat, med 286 invånare per kvadratkilometer. Närmaste större samhälle är Tulancingo, 17,4 km söder om Tortugas. Omgivningarna runt Tortugas är en mosaik av jordbruksmark och naturlig växtlighet.